# Jim Fielder
Pour les articles homonymes, voir Fielder.
Jim Fielder, né le 4 octobre 1947 à Denton (Texas, États-Unis) est un guitariste et bassiste américain, mieux connu pour avoir contribué au groupe Blood, Sweat and Tears.
Fielder a fréquenté le lycée Loara à Anaheim, en Californie. Pendant qu'il était à Loara, le jeune Fielder s'est lié d'amitié avec ses camarades de classe Tim Buckley et Larry Beckett, une relation qui allait lancer Fielder dans l'industrie de la musique. Avant de rejoindre BS&T, il a travaillé avec Buckley et a joué dans plusieurs autres groupes notables, dont Mastin & Brewer avec Mike Brewer et Billy Mundi, The Mothers of Invention (pour qui il jouait de la guitare rythmique) et Buffalo Springfield.
Depuis son départ de BS&T, Fielder a beaucoup travaillé en tant que musicien de session. Il est actuellement membre permanent du groupe de Neil Sedaka.

## Discographie
- Tim Buckley (1966) - de Tim Buckley
- Absolutely Free (1966) – de The Mothers of Invention
- Buffalo Springfield Again (1967) – de Buffalo Springfield sur "Everydays"
- Child Is Father to the Man (1968) – de Blood, Sweat & Tears : RIAA Gold, #47
- Tell It Like It Is (A&M/CTI, 1969) – de George Benson
- Blood, Sweat & Tears – 1970
- Blood, Sweat & Tears 3 (1970)
- Blood, Sweat & Tears 4 (1971)
- New Blood (1972) – #32
- No Sweat (1973) – #72
- What Goes Up! The Best of Blood, Sweat & Tears (1995)